# Archithosia duplicata
Archithosia duplicata là một loài bướm đêm thuộc phân họ Arctiinae, họ Erebidae.